# Bahnstrecke Moravské Bránice–Oslavany
| Kursbuchstrecke (SŽ): | 244                  |                                          |                      |
| Streckenlänge: | 9,150 km             |                                          |                      |
| Spurweite: | 1435 mm (Normalspur) |                                          |                      |
| Streckengeschwindigkeit: | 40 km/h              |                                          |                      |
| |                      |                                          |                      |
| \| \| \| von Brno hl.n. \| \| \| \| 0,00 \| Moravské Bránice früher Kounice-Ivančice \| 250 m \| \| \| \| nach Wien Südbahnhof \| \| \| \| 3,1 \| Ivančice letovisko \| 220 m \| \| \| 4,9 \| Ivančice město \| 210 m \| \| \| 5,62 \| Ivančice \| 210 m \| \| \| 9,15 \| Oslavany \| 220 m \| |                      |                                          |                      |
| Strecke |                      | von Brno hl.n.                           | von Brno hl.n.       |
| Bahnhof | 0,00                 | Moravské Bránice früher Kounice-Ivančice | 250 m                |
| Abzweig geradeaus und nach links |                      | nach Wien Südbahnhof                     | nach Wien Südbahnhof |
| Haltepunkt / Haltestelle | 3,1                  | Ivančice letovisko                       | 220 m                |
| Haltepunkt / Haltestelle | 4,9                  | Ivančice město                           | 210 m                |
| Bahnhof | 5,62                 | Ivančice                                 | 210 m                |
| Kopfbahnhof Streckenende | 9,15                 | Oslavany                                 | 220 m                |

Die Bahnstrecke Moravské Bránice–Oslavany ist eine regionale Eisenbahnverbindung in Tschechien, die ursprünglich als Lokalbahn Kanitz-Eibenschitz–Oslawan (tschech.: Místní dráha Kounice-Ivančice–Oslavany) erbaut und betrieben worden ist. Sie zweigt in Moravské Bránice von der Bahnstrecke Wien–Brno ab und führt über Ivančice nach Oslavany.

## Geschichte
Am 31. März 1912 wurde der Stadtgemeinde Eibenschitz „die Konzession zum Baue und Betriebe einer normalspurigen Lokalbahn von der Station Kanitz-Eibenschitz der k.k. Staatsbahn nach Oslawan“  erteilt. Das Aktienkapital der Gesellschaft betrug 854.000 Kronen in 4271 Stück Stammaktien zu je 200 Kronen. Am 14. Juli 1912 wurde die Strecke eröffnet.
Den Betrieb führte die Brünner Local-Eisenbahn-Gesellschaft (BLEG) für Rechnung der Lokalbahn Kanitz-Eibenschitz–Oslawan aus. Ab dem 1. Jänner 1925 übernahmen die Tschechoslowakischen Staatsbahnen (ČSD) diese Aufgabe.

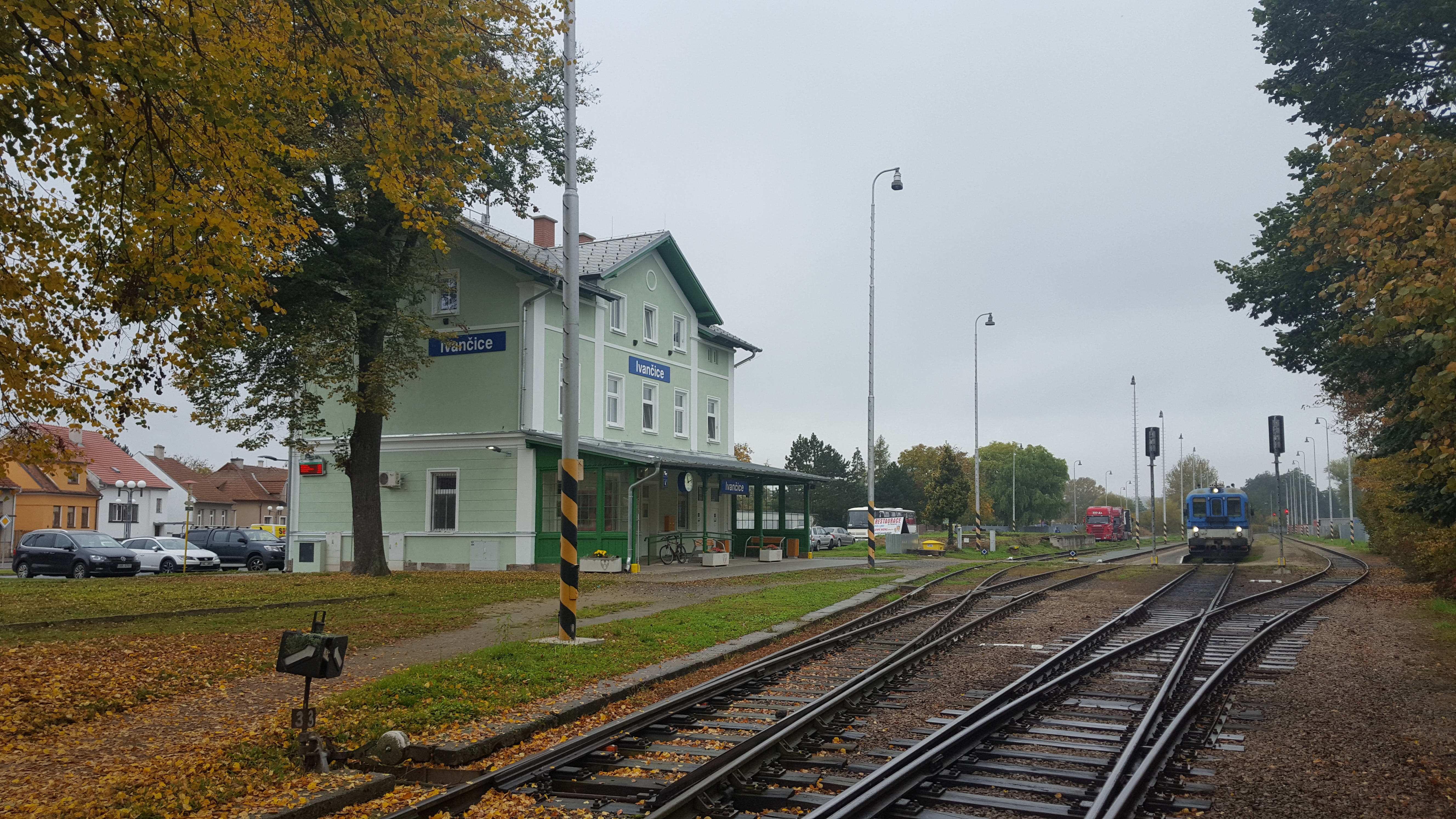
Bahnhof Ivančice (2017)

Wegen wirtschaftlicher Schwierigkeiten erwirkte die zuletzt als Kounicko-Ivančicko-Oslavanská dráha firmierende Gesellschaft (KIOD) am 24. Jänner 1936 die Aufhebung der Konzession durch das tschechoslowakische Eisenbahnministerium. Der Betrieb wurde eingestellt.
Am 8. März 1937 wurde die Gesellschaft endgültig verstaatlicht. Der Strecke wurde ins Netz der ČSD eingegliedert und der Verkehr wieder aufgenommen.
Die Strecke besteht noch. Seit 2011 war der Personenverkehr zwischen Ivančice und Oslavany auf die touristische Saison von April bis Oktober und nur auf die Wochenenden beschränkt. Ab 2014 verkehrten nur an fünf ausgewählten Wochenendtagen zwischen Mai und September reguläre Züge zwischen den beiden Städten. Seit Dezember 2016 ist der Personenverkehr im Abschnitt Ivančice – Oslavany vollständig eingestellt. Die übrige Strecke von Ivančice bis Moravské Bránice wird normal bedient, in der Hauptverkehrszeit mit zwei Zügen pro Richtung und Stunde, außerhalb der Hauptverkehrszeit mit einem Zug.

## Lokomotiven
Die Lokalbahn Kanitz-Eibenschitz–Oslawan beschaffte für ihre Strecke zwei vierfachgekuppelte Lokalbahnlokomotiven, wie sie auch von den k.k. Staatsbahnen als Reihe 178 beschafft wurden. Sie erhielten die Nummern 1 und 2.
Nach der Einstellung des Betriebes auf der Strecke kamen die Lokomotiven zur Otrokovicko-zlínsko-vizovická dráha (OZVD) und erhielten dort die Nummern 422.902 und 903. Beide Lokomotiven gelangten später als 422.0113 und 422.0114 noch in den Bestand der Tschechoslowakischen Staatsbahnen (ČSD). Sie wurden dort erst 1966 bzw. 1962 ausgemustert.